# Христо Калпакчиев
Христо Йорданов Калпакчѝев е български индустриалец.

## Биография
Роден е в Етрополе през 1864 г. Като дете чиракува при майстор железар в родното си селище. През 1880 г. се преселва в София, където отваря железарска работилница, която през 1886-1890 г. прераства във фабрика с 30 работници. Това е и първата българска фабрика за чугунени отливки, железарски изделия и машинни части. В периода 1905-1910 г. я разщирява с моделно, пресово, стругарско и шлосерско отделение и леярна за цветни метали. През 1901 г. Христо Калпакчиев преобразува своето леярско предприятие в Българско железарско и машиностроително дружество „Струг“, в което вече има три леярни пещи с общ обем 5 тона чугун на час, 40 формовъчни машини, електрокранове и леярна за цветни метали. Той е първият у нас, който започва да прави отливки от бронз и месинг. Фабриката му започва да произвежда части за нуждите на българската индустрия. От неговата фабрика тръгват машини, предназначени за роящите се по това време мелници, водни колела за първите ни ВЕЦ-ове и дори парни машини, турбини, вършачки и друга земеделска техника. Така Христо Калпакчиев поставя началото на родното машиностроене.
Христо Калпакчиев натрупва опит, инвестира в нови машини, създава си име и авторитет сред бизнес средите в столицата. Неслучайно точно на него възлагат първите държавни поръчки. Вместо да се внасят от чужбина, той произвежда с високо качество отливки на различни детайли, най-вече за продължението на жп линията София-Белово до Цариброд, и за строителството на мостове. Негово дело са и шахтите на изграждещата се първа канализационна мрежа на София.
След смъртта на Христо Калпакчиев, през 1921 г. фабриката, която е еднолична фирма, се преобразува в Първо българско железолеярно и машинно акционерно дружество „Калпакчиев Струг“. В него са заети около 200 работници. Управлява се от синовете Юрдан и Никола Калпакчиеви и от зетьовете д-р Христо Далкалъчев и инженер Йордан Данчев. Развива успешна дейност до 23 декември 1947 г., когато е национализирана и става известният и до днес Вагоноремонтен завод.
През 1888 г. Христо Калпакчиев е един от инициаторите и съдружник на новосъздаденото в Лозенец събирателно дружество „Работник“. То създава първата модерна тухларна фабрика в София. От 1890 г. в нея се въвежда машинно производство на тухли, като се произвеждат по 60 000 броя дневно. Фабриката се простира на 20 дка площ и разполага с шест сушилни за тухли, парна сушилня с 12 камери за керемиди, три рингови пещи и осем преси. През 1897 г. дружеството се преобразува в акционерно, а Калпакчиев е собственик на 75% от акциите му, до смъртта си през 1920 г. е председател на Управителния съвет.
През 1895 г. е един от основателите на Софийската търговско-индустриална камара. В периода 1909-1920 г. е член на индустриалния съвет при Министерство на промишлеността и търговията. От 1914 до 1920 г. е председател на Съюза на българските индустриалци.
Христо Йорданов Калпакчиев вижда в образованието пътя за развитие на родната индустрия. Заедно със съпругата си създава фонд „Христо и Елена Калпакчиеви“ към Министерството на народната просвета. В него оставя 100 хиляди тогавашни лева за стипендии за даровити ученици от Етрополе, Лом и София. Но те трябва да завършат търговски или технически училища в Европа и задължително да се върнат да работят у нас. Такава е волята на дарителя визионер, който гледа в бъдещето, както е правил цял живот.